# Skolbarnsomsorg
Skolbarnsomsorg är en tidigare använd benämning på omsorg för barn i skolåldern. Begreppet avskaffades när grundskolans läroplan Lpo 94 vid terminsstarten hösten 2011 ersattes av en ny läroplan, Lgr 11. I den nya läroplanen benämns motsvarande verksamhet "fritidshem" och deltagarna kallas elever, precis som i övrig skola.
Skolbarnsomsorgen (SBO) bestod främst fritidshem och familjedaghem och anordnades i Sverige i anslutning till förskoleklass och grundskola fram till dess barnet fyllde tretton år. Från tio års ålder brukade ofta skolbarnsomsorgen arrangeras i form av så kallad fritidsklubb. Inom skolbarnsomsorgen arbetade förskollärare, fritidspedagog och barnskötare.
Det var vanligt att grundskolor integrerade skolbarnsomsorgen med förskoleklass och grundskola upp till årskurs 2.
I de nya bestämmelserna är alltjämt åldersgränsen tretton år.